# Taza-Alhucemas-Taunat
Taza-Alhucemas-Taunat (en bereber ⵟⴰⵣⴰ - ⴰⵍⵃⵓⵙⵉⵎⴰ - ⵜⴰⵡⵏⴰⵜ, en árabe: تازة الحسيمة تاونات) fue hasta 2015 una de las 16 regiones en que estaba organizado Marruecos. Esta región reúne tres provincias: Taza, Alhucemas y Taunat. Alhucemas era la capital de la región. Las tres provincias son provincias y ciudades bereberes (amazig), y Alhucemas es 99 % bereber rifeño.
Alhucemas antiguamente era una ciudad de las ciudades fundadoras de la república de las tribus unidas del Gran Rif, y en la actualidad es la ciudad rifeña marroquí que reclama la autonomía de toda la comunidad rifeña. Su población según las estadísticas de 2004 es de 1 828 897 habitantes, con una densidad de 75,72 hab./km². Su superficie es de 24 155 km².

## Límites
Limitaba al norte con el mar Mediterráneo, al este con la región Oriental, al sur con la región de Fez-Bulmán, y al oeste con las regiones de Garb-Chrarda-Beni Hsen y Tánger-Tetuán.

## División administrativa
- Provincia de Alhucemas
- Provincia de Taza
- Provincia de Taunat